# Club Tenco

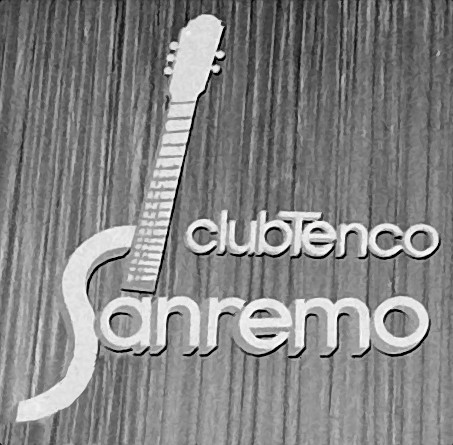
Logo

Il Club Tenco è un'associazione senza scopo di lucro italiana, dedicata al sostegno della canzone d'autore. È nota in particolare per gli omonimi riconoscimenti assegnati annualmente (Premio Tenco e Targa Tenco).

## Storia
Il Club Tenco è stato fondato a Sanremo nel 1972 su iniziativa di Amilcare Rambaldi, per sostenere la canzone d'autore italiana e internazionale. Lo statuto recita:
(Statuto Club Tenco)
Il Club opera senza scopo di lucro e in autonomia dall'industria musicale. Negli anni è divenuto il più prestigioso organismo nel settore della musica d'autore. Numerosi sono dal 1972 i dischi e i libri pubblicati e le rassegne organizzate in tutta Italia, la più nota delle quali è la "Rassegna della canzone d'autore", comunemente chiamata Premio Tenco, nata nel 1974. La rassegna si tiene presso il Teatro Ariston di Sanremo, ed è presentata e animata da Antonio Silva.
Nel 2008 nasce "Il Tenco ascolta", una serie di appuntamenti in tutta l'Italia durante i quali il Club invita a esibirsi dal vivo i cantautori ritenuti più interessanti tra le centinaia che ogni anno spediscono il proprio materiale al Club. Nel 2010 il Club dà vita a La leva cantautorale degli anni zero, progetto di valorizzazione della nuova canzone d'autore italiana promosso insieme al MEI di Faenza. Sempre nel 2010 nasce, in collaborazione col Premio Chiara, il Premio "Le Parole della Musica", con sede a Varese e riservato a cantautori nazionali e internazionali.
Nell'edizione del 2013 per la prima volta le serate del Premio hanno dovuto abbandonare la sede storica del teatro Ariston, per motivi di budget.

## Il premio
Il Club ha creato dal 1974 un premio dedicato a Luigi Tenco, cantautore morto suicida durante il Festival di Sanremo del 1967. I riconoscimenti vengono assegnati ogni anno nel corso della Rassegna della canzone d'autore, presso il Teatro Ariston di Sanremo, alla quale vengono invitati i nomi più interessanti della canzone d'autore.
I premi si suddividono in due categorie:
- il Premio Tenco (assegnato direttamente dal Club Tenco alla carriera di cantautori e operatori culturali, solitamente internazionali)
- le Targhe Tenco (assegnate al di fuori della Rassegna da una giuria di oltre 200 membri ai migliori dischi dell'annata).

I premi del Club Tenco hanno assunto negli anni una significativa autorevolezza e rilevanza nel campo della musica d'autore.

## Le edizioni della rassegna
1974
- Partecipanti: Antonella Bottazzi, Angelo Branduardi, Sergio Endrigo, Piero Finà, Léo Ferré, Ivan Graziani, Francesco Guccini, Giorgio Laneve, Renato Pareti, Mario Panseri, Gino Paoli, Mauro Pelosi, Maurizio Piccoli, Claudio Rocchi, Tito Schipa jr., Gianni Siviero, Roberto Vecchioni, Antonello Venditti
- Premi come migliori artisti italiani: Sergio Endrigo, Giorgio Gaber (assente), Domenico Modugno (assente) e Gino Paoli
- Premio come miglior artista straniero: Léo Ferré
- Premio all'operatore culturale: Nanni Ricordi

1975
- Partecipanti: Ernesto Bassignano, Umberto Bindi, Angelo Branduardi, Enzo Capuano, i Cantambanchi, Francesco Guccini, Giorgio Lo Cascio, Claudio Lolli, Margot, Giovanna Marini, Mario Panseri, Roberto Picchi, Paolo Pietrangeli, Gianni Siviero, Stormy Six, Michele L. Straniero, Roberto Vecchioni, Antonello Venditti
- Premi come migliori artisti italiani: Fausto Amodei (assente), Umberto Bindi, Fabrizio De André (assente), Francesco Guccini ed Enzo Jannacci
- Premio come miglior artista straniero: Vinícius de Moraes
- Premio all'operatore culturale: Michele L. Straniero

1976
- Partecipanti: Fausto Amodei, Roberto Benigni, Gualtiero Bertelli, Angelo Branduardi, Francesco Bruni[non chiaro], Giancarlo Cabella, Enzo Capuano, Piero Ciampi, Paolo Conte, Duilio Del Prete, Eugenio Finardi, Francesco Guccini, Enzo Jannacci, Mimmo Locasciulli, Gianfranco Manfredi, Olga Michi, Gianna Nannini, Pan Brumisti, Mario Panseri, Corrado Sannucci, Tito Schipa Jr., Gianni Siviero, Nanni Svampa, Roberto Vecchioni, Antonello Venditti[3]
- Premi come migliori artisti italiani: assegnazione sospesa per togliere alla rassegna qualsiasi parvenza di competitività
- Premio come miglior artista straniero: George Brassens
- Premio all'operatore culturale: Filippo Crivelli

1977
- Partecipanti: Assemblea Musicale Teatrale, Roberto Benigni, Angelo Bertoli, Angelo Branduardi, Alberto Camerini, Alberto D'Amico, Ivan Della Mea, Duilio Del Prete, Francesco Guccini, Antonio Infantino, Bruno Lauzi, Margot, Enrico Medail, Herbert Pagani, Stefano Palladini, Roberto Vecchioni
- Premio come miglior artista straniero: Jacques Brel
- Premio all'operatore culturale: Dario Fo

1978
- Partecipanti: Sergio Alemanno, Roberto Balocco, Frederic Bard, Angelo Bertoli, Fabio Concato, Paolo Conte, Roberta D'Angelo, Pino Daniele, Francesc Pi de la Serra, Francesco Guccini, Giorgio Lo Cascio, Franco Madau, Enzo Maolucci, Mario Panseri, Gino Paoli, Matteo Salvatore, Tito Schipa Jr., Stormy Six, Roberto Vecchioni, Renzo Zenobi
- Premio come miglior artista straniero: Leonard Cohen
- Premio all'operatore culturale: Roberto Roversi

1979
- Partecipanti: Assemblea Musicale Teatrale, Roberto Benigni, Paolo Conte, Ensemble Havadià, Franco Fanigliulo, Alberto Fortis, Francesco Guccini, Piero Guccini, Antonio Infantino, Piero Marras, Raffaele Mazzei, Stefano Palladini & Zazà Gargano, David Riondino, Stormy Six, Roberto Vecchioni, Viulan.
- Premio come miglior artista straniero: Lluís Llach
- Premio all'operatore culturale: Roberto de Simone

1980
- Partecipanti: Mimmo Cavallo, Paolo Conte, Mario De Leo, Ensemble Havadià, Ivan Graziani, Francesco Guccini, Paolo Hendel, Antonietta Laterza, Emilio Locurcio, Claudio Lolli, Maria Lostumbo, Franco Madau, Giovanna Marini, Maria Monti, Dodi Moscati, Gianna Nannini, Gino Paoli, Stefano Ricatti, David Riondino, Claudio Sanbiase, Michele L. Straniero, Roberto Vecchioni.
- Premio come miglior artista straniero: Atahualpa Yupanqui
- Premio all'operatore culturale: Giancarlo Cesaroni

1981
- Partecipanti: Giampiero Alloisio, Roberto Benigni, Paolo Conte, Sergio Endrigo, Gianni Mastinu, Paolo Pietrangeli, Roberto Vecchioni, Tcha Baliardo, Léo Ferré, Deborah Kooperman.
- Premio come miglior artista straniero: Chico Buarque de Hollanda
- Premio come miglior artista Italiano: Ornella Vanoni
- Premio all'operatore culturale: Giorgio Calabrese.

## Artisti più premiati
Elenco degli artisti che hanno ottenuto il maggior numero di riconoscimenti complessivi dal Club Tenco (Targhe e Premio Tenco) al 2025; dove non specificato si riferisce al numero di Targhe vinte.
8 vittorie
- Francesco Guccini (6 Targhe e 2 Premi)

7 vittorie
- Paolo Conte (6 Targhe ed un Premio)
- Fabrizio De André (6 Targhe ed un Premio)
- Fiorella Mannoia (6 Targhe ed un Premio)

6 vittorie combinate
- Samuele Bersani (5 Targhe ed un Premio)
- Francesco De Gregori
- Ivano Fossati
- Enzo Jannacci (4 Targhe ed 2 Premi)

5 vittorie
- Francesco De Gregori

4 vittorie combinate
- Almamegretta
- Franco Battiato (3 Targhe ed un Premio)
- Ginevra Di Marco
- Enzo Gragnaniello
- Mauro Pagani (3 Targhe ed un Premio)
- Davide Van de Sfroos (3 Targhe e un Premio)

3 vittorie
- Alice (2 Targhe ed un Premio)
- Pino Daniele
- Cristina Donà (2 Targhe e un Premio)
- Têtes de Bois
- Niccolò Fabi
- Giorgio Gaber (2 Targhe ed un Premio)
- Luciano Ligabue (2 Targhe ed un Premio)
- Madame (2 Targhe ed un Premio)
- Francesco Motta (2 Targhe ed un Premio)
- Mauro Pagani
- Brunori Sas (2 Targhe e un Premio)
- Daniele Silvestri
- Tosca
- Ornella Vanoni (una Targa e 2 Premi)
- Peppe Voltarelli

2 vittorie
- Enzo Avitabile
- Francesco Baccini
- Juan Carlos Biondini (una Targa ed un Premio)
- Sergio Cammariere (una Targa ed un Premio)
- Lucio Corsi
- Têtes de Bois
- Ditonellapiaga (una Targa ed un Premio)
- Elisa
- Mauro Ermanno Giovanardi
- Fulminacci (una Targa ed un Premio)
- La Crus
- Elena Ledda
- Alessio Lega
- Max Manfredi
- Giovanna Marini (una Targa ed un Premio)
- Fausto Mesolella (una Targa ed un Premio)
- Morgan
- Pacifico
- Gino Paoli (una Targa ed un Premio)
- Daniela Pes (una Targa ed un Premio)
- 99 Posse